# メイコー化粧品
株式会社メイコー化粧品（英称；MEIKO COSMETICS,INC.） は日本の化粧品メーカー。
1948年（昭和23年）に名香化粧料本舗「粧美堂」として発足。本社は大阪市西淀川区。

## 沿革
- 昭和23年-名香化粧品本舗「粧美堂」を発足
- 昭和51年-「ハイケアシリーズ」発売
- 昭和52年-東京営業所開設
- 昭和55年-「オクタードシリーズ」発売
- 昭和58年-自然派「ナチュラクターシリーズ」発売
- 昭和61年-株式会社粧美堂より販売部門を分離独立し、株式会社メイコー化粧品設立
- 昭和62年-医薬部外品「セルザードホワイトCシリーズ」発売
- 昭和63年-北九州営業所開設
- 平成3年-「セルザードUSシリーズ」発売
- 平成4年-アウトドア化粧品「テニファーシリーズ」発売
- 平成13年-環境ISO規格（ISO14001)を取得
- 平成15年-ホームページ開設
- 平成16年-「バイタルエナジーシリーズ」発売

## 関連会社
コスメクリエイトプロダクツ株式会社